# 金融商品に関する会計基準
金融商品に関する会計基準（企業会計基準第10号）とは、財団法人企業会計基準委員会（ASBJ）より公表された、金融商品に関する原則、基準である。企業会計原則には資産の評価方法について記載があるが、金融商品の会計処理に関してはこちらが優先される。
なお、本会計基準は、国際会計基準（IAS）第32号「金融商品：表示」、同39号「金融商品：認識及び測定」、国際財務報告基準（IFRS)7号「金融商品：開示」に対応する。

## 制度の趣旨
近年の証券・金融市場のグローバル化及び金融商品の取引の高度化・複雑化に対応すべく、金融商品の評価に係る会計処理や、新たに開発された金融商品や取引手法等についての会計処理を整備する目的で基準化された。

## 制度の概要
主な要点は以下の通りである。
- 有価証券の評価については、有価証券をその保有目的にもとづいて売買目的有価証券、満期保有目的債券、子会社及び関係会社株式、その他有価証券に分類し、それぞれの分類ごとの会計処理を行う。
  - 売買目的有価証券およびその他有価証券については毎期時価評価を行う。
  - 時価のある有価証券の時価が著しく下落した場合は、時価の回復可能性がある場合を除き、減損処理を行う。
  - 時価のない有価証券の実質価額が著しく下落した場合にも、実質価額の回復可能性がある場合を除き、減損処理を行う。
- 貸倒引当金については、債権を一般債権、貸倒懸念債権、破産更生債権等に分類し、それぞれの債権に対して貸倒引当金を算定する。
- ゴルフ会員権の評価については、時価の著しい下落が生じている場合に減損処理を行う。
- デリバティブ取引については、まだ実行されていないデリバティブ取引についても時価評価を行い、デリバティブ取引の契約から既に発生している含み損益を財務諸表に計上させる。
また、デリバティブ取引のうち為替相場変動リスクや金利変動リスクなどをヘッジする目的で利用しているものについては、一定の要件を満たす場合、「ヘッジ会計」とよばれる会計処理を行うことができる。

## 税法との関係について
法人税法では、債務確定主義の考え方により評価損益については原則認めていない。
ただし、売買目的有価証券については、帳簿価額と時価との差額を評価損益として計上することが認められる。
また、売買目的外有価証券であっても、帳簿価額と比較して時価等が著しく下落した場合についても、その差額を評価損として計上することが認められる。

## 脚註
1. ↑  「金融商品に関する会計基準」（企業会計基準委員会）https://www.asb.or.jp/asb/asb_j/documents/docs/fv-kaiji/fv-kaiji.pdf
2. ↑  金融商品に関する会計基準.目的.1.
3. ↑  b:法人税法第25条、>33条
4. ↑  b:法人税法第61条の3
5. ↑  b:法人税法施行令第62条